# Karanpur
Karanpur là một thành phố và khu đô thị của quận Ganganagar thuộc bang Rajasthan, Ấn Độ.

## Địa lý
Karanpur có vị trí 26°11′B 76°58′Đ / 26,18°B 76,97°Đ Nó có độ cao trung bình là 185 mét (606 feet).

## Nhân khẩu
Theo điều tra dân số năm 2001 của Ấn Độ, Karanpur có dân số 20.694 người. Phái nam chiếm 53% tổng số dân và phái nữ chiếm 47%. Karanpur có tỷ lệ 64% biết đọc biết viết, cao hơn tỷ lệ trung bình toàn quốc là 59,5%: tỷ lệ cho phái nam là 71%, và tỷ lệ cho phái nữ là 56%. Tại Karanpur, 14% dân số nhỏ hơn 6 tuổi.